# ريناتو راسل
ريناتو راسيل (27 أبريل 1912 - 2 يناير 1991)، هو ممثل ومغني وكاتب أغاني إيطالي. ظهر في 50 فيلما بين عامي 1942 و 1972. مثل إيطاليا في مسابقة الأغنية الأوروبية في عام 1960 بأغنية "Romantica" التي احتلت المرتبة الثامنة من أصل ثلاثة عشر إدخالاً.

## روابط خارجية
ريناتو راسل على موقع IMDb (الإنجليزية)
- ريناتو راسل على موقع ألو سيني (الفرنسية)
- ريناتو راسل على موقع ميوزك برينز (الإنجليزية)
- ريناتو راسل على موقع أول موفي (الإنجليزية)
- ريناتو راسل على موقع قاعدة بيانات الأفلام السويدية (السويدية)
- ريناتو راسل على موقع أول ميوزيك (الإنجليزية)
- ريناتو راسل على موقع ديسكوغز (الإنجليزية)
- ريناتو راسل على موقع ديسكوغز (الإنجليزية)
- ريناتو راسل على موقع قاعدة بيانات الفيلم (الإنجليزية)
- ريناتو راسل على موقع كينوبويسك (الروسية)